# Mistrovství Evropy ve fotbale hráčů do 21 let 2004 – soupisky
Soupisky na Mistrovství Evropy ve fotbale hráčů do 21 let 2004, které se hrálo v Německu.
| Zlato             | Stříbro                        | Bronz                  | Bronz              |
| ----------------- | ------------------------------ | ---------------------- | ------------------ |
| Itálie • Soupiska | Srbsko a Černá Hora • Soupiska | Portugalsko • Soupiska | Švédsko • Soupiska |

## Skupina A

### Bělorusko
Hlavní trenér:  Jurij Puntus
| Jméno             | Datum narození | Datum úmrtí                        | Klub                      |
| Brankáři          | Brankáři       | Brankáři                           | Brankáři                  |
| ----------------- | -------------- | ---------------------------------- | ------------------------- |
| Jurij Ževnov      | 17.4.1981      |                                    | FK BATE                   |
| Jurij Cyhalka     | 27.5.1983      |                                    | FK Dinamo Minsk           |
| Igor Logvinov     | 23.8.1983      |                                    | FK Energetik-BGU Minsk    |
| Obránci           |                |                                    |                           |
| Valerij Tarasenka | 1.9.1981       |                                    | FK BATE                   |
| Dmitrij Mološ     | 10.12.1981     |                                    | FK BATE                   |
| Aljaksej Baha     | 4.2.1981       |                                    | FK BATE                   |
| Aljaksej Pankavec | 18.4.1981      |                                    | FK Homel                  |
| Raman Kirenkin    | 20.2.1981      |                                    | FK Naftan Novolopock      |
| Pavel Kirylčyk    | 4.1.1981       |                                    | FK Kryvbas Kryvyj Rih     |
| Záložníci         |                |                                    |                           |
| Dzjanis Saščeka   | 3.10.1981      |                                    | FK Torpedo-BelAZ Žodino   |
| Aljaksej Sučkow   | 10.6.1981      |                                    | FK Šinnik Jaroslavl       |
| Alexandr Hleb     | 1.5.1981       |                                    | VfB Stuttgart             |
| Cimafej Kalačow   | 1.5.1981       |                                    | FK Mariupol               |
| Viktor Sokol      | 9.5.1981       |                                    | FK Dinamo Minsk           |
| Ihar Ražkow       | 24.6.1981      |                                    | FK Dinamo Minsk           |
| Pavel Šmigero     | 1.3.1982       |                                    | FK BATE                   |
| Aleh Škabara      | 15.2.1983      |                                    | FK BATE                   |
| Útočníci          |                |                                    |                           |
| Sergej Kornilenko | 14.6.1983      |                                    | FK Dynamo Kyjev           |
| Vjačeslav Hleb    | 12.2.1983      |                                    | Hamburger SV              |
| Artem Koncevoj    | 20.5.1983      |                                    | FK Černomorec Novorosijsk |
| Maksim Cyhalka    | 27.5.1983      | 25. prosince 2020 (ve věku 37 let) | FK Dinamo Minsk           |
| Pavel Bjahanski   | 9.1.1981       |                                    | FK BATE                   |

### Chorvatsko
Hlavní trenér:  Martin Novoselac
| Jméno             | Datum narození | Datum úmrtí | Klub                |
| Brankáři          | Brankáři       | Brankáři    | Brankáři            |
| ----------------- | -------------- | ----------- | ------------------- |
| Tomislav Vranjić  | 12.2.1983      |             | HNK Cibalia         |
| Marko Šarlija     | 31.1.1982      |             | GNK Dinamo Záhřeb   |
| Tomislav Pelin    | 26.3.1981      |             | GNK Dinamo Záhřeb   |
| Obránci           |                |             |                     |
| Marijan Buljat    | 12.9.1981      |             | NK Osijek           |
| Tomislav Mikulić  | 4.1.1982       |             | NK Osijek           |
| Dino Drpić        | 26.5.1981      |             | GNK Dinamo Záhřeb   |
| Mario Lučić       | 24.4.1981      |             | HNK Cibalia         |
| Vedran Ješe       | 3.2.1981       |             | NK Záhřeb           |
| Mario Carević     | 29.3.1982      |             | HNK Hajduk Split    |
| Darijo Srna       | 1.5.1982       |             | FK Šachtar Doněck   |
| Dario Bodrušić    | 25.1.1983      |             | NK Inter Zaprešić   |
| Igor Gal          | 20.1.1983      |             | NK Slaven Belupo    |
| Danijel Pranjić   | 2.12.1981      |             | NK Osijek           |
| Záložníci         |                |             |                     |
| Marko Babić       | 28.1.1981      |             | Bayer 04 Leverkusen |
| Josip Milardović  | 10.1.1982      |             | NK Osijek           |
| Siniša Linić      | 4.3.1983       |             | HNK Rijeka          |
| Nikola Šafarić    | 11.3.1981      |             | NK Varaždin         |
| Niko Kranjčar     | 13.8.1984      |             | GNK Dinamo Záhřeb   |
| Útočníci          |                |             |                     |
| Goran Ljubojević  | 4.5.1983       |             | NK Osijek           |
| Domagoj Abramović | 1.4.1981       |             | NK Široki Brijeg    |
| Dario Zahora      | 21.3.1982      |             | GNK Dinamo Záhřeb   |
| Eduardo da Silva  | 25.2.1983      |             | GNK Dinamo Záhřeb   |

### Itálie
Hlavní trenér:  Claudio Gentile
| Jméno                | Datum narození | Datum úmrtí | Klub              |
| Brankáři             | Brankáři       | Brankáři    | Brankáři          |
| -------------------- | -------------- | ----------- | ----------------- |
| Marco Amelia         | 2.4.1982       |             | AS Livorno Calcio |
| Federico Agliardi    | 11.2.1983      |             | Brescia Calcio    |
| Carlo Zotti          | 3.9.1982       |             | AS Řím            |
| Obránci              |                |             |                   |
| Cristian Zaccardo    | 21.12.1981     |             | Bologna FC 1909   |
| Emiliano Moretti     | 11.6.1981      |             | Parma Calcio 1913 |
| Alessandro Gamberini | 27.8.1981      |             | Bologna FC 1909   |
| Daniele Bonera       | 31.5.1981      |             | Parma Calcio 1913 |
| Andrea Barzagli      | 8.5.1981       |             | AC ChievoVerona   |
| Cesare Bovo          | 1.12.1983      |             | AS Řím            |
| Alessandro Potenza   | 8.3.1984       |             | FC Inter Milán    |
| Záložníci            |                |             |                   |
| Daniele De Rossi     | 24.7.1983      |             | AS Řím            |
| Giampiero Pinzi      | 11.3.1981      |             | Udinese Calcio    |
| Angelo Palombo       | 25.9.1981      |             | UC Sampdoria      |
| Matteo Brighi        | 14.2.1981      |             | Juventus FC       |
| Marco Donadel        | 21.4.1983      |             | AC Milán          |
| Giandomenico Mesto   | 25.5.1982      |             | Reggina 1914      |
| Alessandro Rosina    | 31.1.1984      |             | Parma Calcio 1913 |
| Simone Del Nero      | 4.4.1981       |             | Brescia Calcio    |
| Gaetano D'Agostino   | 3.6.1982       |             | AS Řím            |
| Útočníci             |                |             |                   |
| Alberto Gilardino    | 5.7.1982       |             | Parma Calcio 1913 |
| Giuseppe Sculli      | 23.3.1981      |             | AC ChievoVerona   |
| Andrea Caracciolo    | 18.9.1981      |             | Brescia Calcio    |

### Srbsko a Černá Hora
Hlavní trenér:  Vladimir Petrović
| Jméno                 | Datum narození | Datum úmrtí                      | Klub                  |
| Brankáři              | Brankáři       | Brankáři                         | Brankáři              |
| --------------------- | -------------- | -------------------------------- | --------------------- |
| Nikola Milojević      | 16.4.1981      |                                  | FK Hajduk Kula        |
| Vladimir Stojković    | 28.7.1983      |                                  | FK Zemun              |
| Vladimir Dišljenković | 2.7.1981       |                                  | FK Crvena zvezda      |
| Obránci               |                |                                  |                       |
| Nikola Mijailović     | 15.2.1982      |                                  | Wisla Krakov          |
| Đorđe Jokić           | 20.1.1981      |                                  | OFK Bělehrad          |
| Marko Baša            | 29.12.1982     |                                  | OFK Bělehrad          |
| Bojan Neziri          | 26.2.1982      |                                  | FK Metalurh Doněck    |
| Bojan Miladinović     | 24.4.1982      |                                  | FK Crvena zvezda      |
| Milan Biševac         | 31.8.1983      |                                  | FK Železnik 1930      |
| Branislav Ivanović    | 22.2.1984      |                                  | OFK Bělehrad          |
| Záložníci             |                |                                  |                       |
| Dragan Stančić        | 12.2.1982      |                                  | OFK Bělehrad          |
| Miloš Krasić          | 1.11.1984      |                                  | FK Vojvodina Novi Sad |
| Goran Lovre           | 23.3.1982      |                                  | RSC Anderlecht        |
| Miloš Marić           | 3.3.1982       |                                  | FK Zeta               |
| Igor Matić            | 22.6.1981      |                                  | OFK Bělehrad          |
| Branimir Petrović     | 26.6.1982      |                                  | FK Zeta               |
| Útočníci              |                |                                  |                       |
| Danko Lazović         | 17.5.1983      |                                  | Feyenoord             |
| Andrija Delibašić     | 24.4.1981      | 19. března 2025 (ve věku 43 let) | RCD Mallorca          |
| Dejan Milovanović     | 21.1.1984      |                                  | FK Crvena zvezda      |
| Simon Vukčević        | 29.1.1986      |                                  | FK Partizan           |
| Boško Janković        | 3.1.1984       |                                  | FK Crvena zvezda      |
| Radomir Đalović       | 28.10.1983     |                                  | NK Záhřeb             |

## Skupina B

### Německo
Hlavní trenér:  Uli Stielike
| Jméno                  | Datum narození | Datum úmrtí | Klub                 |
| Brankáři               | Brankáři       | Brankáři    | Brankáři             |
| ---------------------- | -------------- | ----------- | -------------------- |
| Tim Wiese              | 17.12.1981     |             | 1. FC Kaiserslautern |
| Timo Ochs              | 17.10.1981     |             | VfL Osnabrück        |
| Michael Rensing        | 4.5.1984       |             | FC Bayern Mnichov    |
| Obránci                |                |             |                      |
| Moritz Volz            | 21.1.1983      |             | Fulham FC            |
| Malik Fathi            | 19.10.1983     |             | Hertha BSC           |
| Maik Franz             | 5.8.1981       |             | VfL Wolfsburg        |
| Andreas Görlitz        | 31.1.1982      |             | TSV 1860 München     |
| Alexander Madlung      | 11.7.1982      |             | Hertha BSC           |
| Robert Huth            | 16.8.1984      |             | Chelsea FC           |
| Záložníci              |                |             |                      |
| Giuseppe Gemiti        | 3.5.1981       |             | Janov CFC            |
| Thomas Hitzlsperger    | 5.4.1982       |             | Aston Villa FC       |
| Hanno Balitsch         | 2.1.1981       |             | Bayer 04 Leverkusen  |
| Bastian Schweinsteiger | 1.8.1984       |             | FC Bayern Mnichov    |
| David Odonkor          | 21.2.1984      |             | Borussia Dortmund    |
| Markus Feulner         | 12.2.1982      |             | 1. FC Köln           |
| Christoph Preuß        | 4.7.1981       |             | Eintracht Frankfurt  |
| Sascha Riether         | 23.3.1983      |             | SC Freiburg          |
| Útočníci               |                |             |                      |
| Benjamin Auer          | 11.1.1981      |             | 1. FSV Mainz 05      |
| Lukas Podolski         | 4.6.1985       |             | 1. FC Köln           |
| Mike Hanke             | 5.11.1983      |             | FC Schalke 04        |
| Mimoun Azaouagh        | 17.11.1982     |             | 1. FSV Mainz 05      |
| Christian Tiffert      | 18.2.1982      |             | VfB Stuttgart        |

### Portugalsko
Hlavní trenér:  José Romão
| Jméno              | Datum narození | Datum úmrtí | Klub                |
| Brankáři           | Brankáři       | Brankáři    | Brankáři            |
| ------------------ | -------------- | ----------- | ------------------- |
| José Moreira       | 20.3.1982      |             | Benfica Lisabon     |
| Bruno Vale         | 8.4.1983       |             | FC Porto            |
| Beto               | 1.5.1982       |             | Sporting CP         |
| Obránci            |                |             |                     |
| Mário Sérgio       | 28.7.1981      |             | Sporting CP         |
| Bruno Alves        | 27.11.1981     |             | FC Porto            |
| Ricardo Costa      | 16.5.1981      |             | FC Porto            |
| José Bosingwa      | 24.8.1982      |             | FC Porto            |
| Jorge Ribeiro      | 9.11.1981      |             | Benfica Lisabon     |
| Pedro Ribeiro      | 25.1.1983      |             | FC Porto            |
| João Paulo Andrade | 6.6.1981       |             | UD Leiria           |
| Miguel Garcia      | 4.2.1983       |             | Sporting CP         |
| Záložníci          |                |             |                     |
| Raul Meireles      | 17.3.1983      |             | FC Porto            |
| Hugo Viana         | 15.1.1983      |             | Newcastle United FC |
| Carlos Martins     | 29.4.1982      |             | Sporting CP         |
| João Pereira       | 25.2.1984      |             | Benfica Lisabon     |
| Bruno Aguiar       | 23.2.1981      |             | Benfica Lisabon     |
| Custódio Castro    | 25.5.1983      |             | Sporting CP         |
| Útočníci           |                |             |                     |
| Pedro Oliveira     | 30.11.1981     |             | FC Porto            |
| Hugo Almeida       | 23.5.1984      |             | FC Porto            |
| Carlitos           | 6.9.1982       |             | Benfica Lisabon     |
| Danny              | 7.8.1983       |             | Sporting CP         |
| Lourenço           | 5.6.1983       |             | Sporting CP         |

### Švédsko
Hlavní trenér:  Torbjörn Nilsson
| Jméno              | Datum narození | Datum úmrtí | Klub                   |
| Brankáři           | Brankáři       | Brankáři    | Brankáři               |
| ------------------ | -------------- | ----------- | ---------------------- |
| John Alvbåge       | 10.8.1982      |             | Örebro SK              |
| Johan Wiland       | 24.1.1981      |             | IF Elfsborg            |
| Jonas Sandqvist    | 6.5.1981       |             | Landskrona BoIS        |
| Obránci            |                |             |                        |
| Mikael Antonsson   | 31.5.1981      |             | IFK Göteborg           |
| Mikael Dorsin      | 10.6.1981      |             | RC Strasbourg Alsace   |
| Dennis Melander    | 19.1.1983      |             | Trelleborgs FF         |
| Per Nilsson        | 15.9.1982      |             | AIK Stockholm          |
| Fredrik Stenman    | 2.6.1983       |             | Djurgårdens IF Fotboll |
| Christian Järdler  | 3.6.1982       |             | Helsingborgs IF        |
| Patrik Gerrbrand   | 27.4.1981      |             | Hammarby IF            |
| Záložníci          |                |             |                        |
| Stefan Ishizaki    | 15.5.1982      |             | AIK Stockholm          |
| Samuel Holmén      | 28.6.1984      |             | IF Elfsborg            |
| Alexander Farnerud | 1.5.1984       |             | RC Strasbourg Alsace   |
| Andreas Johansson  | 10.3.1982      |             | Halmstads BK           |
| Jon Jönsson        | 8.7.1983       |             | Malmö FF               |
| Babis Stefanidis   | 8.3.1981       |             | Djurgårdens IF Fotboll |
| Johan Andersson    | 22.8.1983      |             | Landskrona BoIS        |
| Tobias Hysén       | 9.3.1982       |             | Djurgårdens IF Fotboll |
| Dusan Djurić       | 16.9.1984      |             | Halmstads BK           |
| Útočníci           |                |             |                        |
| Johan Elmander     | 27.5.1981      |             | Feyenoord              |
| Lasse Nilsson      | 3.1.1982       |             | IF Elfsborg            |
| Markus Rosenberg   | 27.9.1982      |             | Malmö FF               |

### Švýcarsko
Hlavní trenér:  Bernard Challandes
| Jméno                | Datum narození | Datum úmrtí | Klub                    |
| Brankáři             | Brankáři       | Brankáři    | Brankáři                |
| -------------------- | -------------- | ----------- | ----------------------- |
| Marco Wölfli         | 22.8.1982      |             | BSC Young Boys          |
| Diego Benaglio       | 8.9.1983       |             | VfB Stuttgart           |
| Alain Portmann       | 14.2.1981      |             | Yverdon-Sport FC        |
| Obránci              |                |             |                         |
| Kim Jaggy            | 14.11.1982     |             | Grasshopper Club Zürich |
| Philippe Senderos    | 14.2.1985      |             | Arsenal FC              |
| Mario Eggimann       | 24.1.1981      |             | Karlsruher SC           |
| Alain Rochat         | 1.2.1983       |             | BSC Young Boys          |
| Alain Nef            | 6.2.1982       |             | FC Curych               |
| Philippe Montandon   | 15.7.1982      |             | FC Wil                  |
| Záložníci            |                |             |                         |
| Philipp Degen        | 15.2.1983      |             | FC Basilej              |
| Stephan Lichtsteiner | 16.1.1984      |             | Grasshopper Club Zürich |
| Tranquillo Barnetta  | 22.5.1985      |             | FC St. Gallen           |
| Rijat Shala          | 26.7.1983      |             | Grasshopper Club Zürich |
| Davide Chiumiento    | 22.11.1984     |             | Juventus FC             |
| Pascal Cerrone       | 12.6.1981      |             | FC Thun                 |
| Davide Calla         | 10.2.1984      |             | FC Wil                  |
| Baykal Kulaksızoğlu  | 12.5.1983      |             | FC Thun                 |
| Patrick Baumann      | 8.1.1982       |             | FC Thun                 |
| Fabrizio Zambrella   | 1.3.1986       |             | FC Schaffhausen         |
| Útočníci             |                |             |                         |
| Johan Vonlanthen     | 1.2.1986       |             | PSV Eindhoven           |
| Thierno Bah          | 5.10.1982      |             | FC Schaffhausen         |
| David Degen          | 15.2.1983      |             | FC Basilej              |